# Вільна
Вільна (с укр. — «Свободная») – украиноязычная дуэтная песня Тины Кароль и Юлии Саниной (The Hardkiss), выпущенная 11 декабря 2019 года. Композиция стала саундтреком к украинскому полнометражному фильму «Преданная» (укр. Віддана), (2020).

## Описание
Музыку для песни написал Александр Шкуркин, а автором слов стала украинская хип-хоп исполнительница Alyona Alyona. Оператором клипа на песню «Вільна» стал Юрий Король, оператор-постановщик многих украинских фильмов — «Захар Беркут», «Сторожевая застава», «Незламна», «Пульс» и других. Режиссёром клипа и фильма «Віддана» выступила Кристина Сиволап.
"Что касается выбора исполнителей, изначально мы хотели, чтобы это была Тина. У нее невероятный вокал, а ее творчество тяготеет к лирико-романтическому направлению, так что именно Тина смогла бы передать необходимую драматическую нотку лучше других. Но когда она предложила дуэт с Юлией – мы сразу согласились. По своему образу, Юлия очень отличается от Тины, также в ней много харизмы и внутренней силы. А их необычная коллаборация может идеально подчеркнуть противоречивые отношения главных героинь фильма", – рассказала продюсер фильма Надежда Зайончковская.
По словам Тины, песня "Вільна" - это современная и очень крутая украинская музыка, которую хочется слушать.
«О выборе, вызове и пути каждой женщины, потому что все мы рождаемся свободными, но общество постепенно лишает нас такой привилегии. Трек актуален и созвучен тем темам, о которых сегодня мы все пытаемся говорить шепотом. Потому песня “Вільна” — своеобразный женский манифест, женская мантра о силе нашего сестринства. И было важно исполнить ее именно дуэтом с другой исполнительницей — сильной, талантливой, поющей», – сказаза Тина Кароль.
Дуэт двух разных певиц, Кароль и Саниной, стал аллегорией на главных героинь фильма Адель и Стефу и подчеркнул их непростые отношения.
«Мы с Тиной год мечтали записать совместный трек, рассмотрели много вариантов песен, однако не было такой, которая бы подошла и мне, и ей. Что интересно, “Вільна” не похожа на творчество The Hardkiss, не похожа на песни Тины Кароль. Это что-то иное, то, в чем мы соединились. И мне импонирует, что это не просто сингл, это — часть масштабного проекта. Это гимн современной, сильной женщины», – сказала Юлия Санина.
Противоположные музыкальные стили, сценический имидж, даже характер исполнительниц песни "Вільна" рефреном повторяется в образах главных героинь "Преданной" – служанки Стефы и ее пани Адели. Судьбы двух женщин переплелись так тесно, как стволы деревьев – в неразрывной связи, которая не дает ни жить, ни дышать, ни остаться, ни уйти.

## Видео
Премьера музыкального видео состоялась 12 декабря 2019 на YouTube. Клипмейкером видео выступила режиссер фильма «Преданная» — Кристина Сиволап, а оператором клипа стал Юрий Король. За два дня видео собрало более 1 миллиона просмотров.
12 декабря 2020 года (через год после публикации) видеоклип просмотрели 9,7 миллионов раз, а 9 января 2020 клип пересёк отметку в 10 миллионов просмотров и вошел в список самых популярных украиноязычных музыкальных видео на YouTube

## Список композиций
| №  | Название | Текст песни   | Музыка            | Длительность |
| -- | -------- | ------------- | ----------------- | ------------ |
| 1. | «Вільна» | Alyona Alyona | Александр Шкуркин | 3:16         |

## Live исполнения
- 16 декабря 2019, Тина Кароль вместе с солисткой группы (The Hardkiss) Юлией Саниной, впервые спели новую песню «Вільна». Премьера музыкальной коллаборации состоялась на шоу-концерте «Вечерний квартал»[9].
- 23 декабря 2020, во Дворце спорта в Киеве, состоялся концерт "Рождественская история с Тиной Кароль". Тина Кароль вместе с Юлией Саниной, исполнили вживую дуэтный хит "Вільна", чем привели в восторг весь зал[10][11].
- 16 июля в Ботаническом саду имени Н. Н. Гришко состоялось празднование 15-летия программы "Светская жизнь" с Екатериной Осадчей. На мероприятии Тина Кароль и Юлия Санина исполнили совместную песню «Вільна»[12].
- 5 июля 2021 Тина Кароль стала хедлайнером первых двух дней музыкального фестиваля Atlas Weekend 2021. Для совместного исполнения песни «Вільна» на сцену вышла солистка группы The Hardkiss — Юлия Санина[13].
- 1 марта 2022 Тина Кароль вышла на митинг в поддержку Украины, которые проходил в Варшаве, где исполнила песню «Вільна»[14].
- 27 марта 2022[15] состоялся международный благотворительный концерт-телемарафон Save Ukraine — #StopWar. Мероприятие в поддержку Украины транслировали во многих странах мира. Участие в телемарофоне приняли Тина Кароль и Юлия Санина, где совместно исполнили песню «Вільна»[16].
- 12 апреля 2022 года украинские певицы Тина Кароль, Юлия Санина (The Hardkiss), Екатерина Павленко (Go A) и Надежда Дорофеева, совместно исполнили песни «Вільна» и «Червона калина» во время перерыва благотворительного футбольного матча «Match For Peace» в поддержку Украины между Динамо (Киев) и Легия (Варшава) на стадионе «Легии»[17].

## Участники записи
- Вокал:
  - Тина Кароль,
  - Юлия Санина;
- Музыка:
  - Александр Шкуркин;
- Слова:
  - Alyona Alyona;
- Адаптация песни к фильму:
  - Евгений Филатов;
- Колорист:
  - Дмитрий Василенко;
- Продюсер:
  - Евгений Филатов;
- Режиссёр-постановщик:
  - Кристина Сиволап;
- Оператор-постановщик:
  - Юрий Король;
- Режиссёр монтажа:
  - Денис Захаров;
- Стилист: 
  - Ольга Ревуцкая;
- Стилист-визажист Тины Кароль:
  - Наталья Стрильчук;
- Стилист причёски Тины Кароль:
  - Игорь Ломов;
- Стилист-визажист Юлии Саниной:
  - Слава Чайка;
- Стилист причёски Юлии Саниной:
  - Виталий Дацюк.

## Чарты

### Еженедельные чарты
| Чарт (2022)                                | Позиция в чарте |
| ------------------------------------------ | --------------- |
| Киев (Tophit City & Country Radio Hits)    | 52              |
| Украина (TopHit City & Country Radio Hits) | 37              |
| Украина (TopHit Radio and YouTube Hits)    | 84              |

### Ежемесячные чарты
| Чарт (2020)                                | Позиция в чарте |
| ------------------------------------------ | --------------- |
| Киев (Tophit City & Country Radio Hits)    | 17              |
| Украина (TopHit City & Country Radio Hits) | 9               |
| Украина (TopHit YouTube Hits)              | 24              |
| Украина (TopHit Radio and YouTube Hits)    | 11              |

| Чарт (2022)                                | Позиция в чарте |
| ------------------------------------------ | --------------- |
| Киев (Tophit City & Country Radio Hits)    | 62              |
| Украина (TopHit City & Country Radio Hits) | 64              |

### Годовые чарты
| Чарт (2020)                                | Позиция в чарте |
| ------------------------------------------ | --------------- |
| Киев (Tophit City & Country Radio Hits)    | 29              |
| Украина (TopHit City & Country Radio Hits) | 20              |
| Украина (TopHit Radio & YouTube Hits)      | 20              |
| Украина (TopHit YouTube Hits)              | 87              |

| Чарт (2021)                                | Позиция в чарте |
| ------------------------------------------ | --------------- |
| Украина (TopHit City & Country Radio Hits) | 108             |
| Украина (TopHit Radio & YouTube Hits)      | 179             |

## История релиза
| Регион  | Дата            | Формат                      | Версия     | Лейбл                 | Ист.   |
| ------- | --------------- | --------------------------- | ---------- | --------------------- | ------ |
| Украина | 11 декабря 2019 | Радиоротация                | Украинская | Самостоятельный релиз | [ 33 ] |
| Мир     | 12 декабря 2019 | Цифровая загрузка, стриминг | Украинская | Самостоятельный релиз | [ 34 ] |

## Награды и номинации
| Год  | Премия           | Номинация             | Результат | Ис.           |
| ---- | ---------------- | --------------------- | --------- | ------------- |
| 2020 | Золота Жар-птиця | Баллада года          | Победа    | [ 35 ] [ 36 ] |
| 2021 | YUNA             | Лучшая песня          | Номинация | [ 37 ] [ 38 ] |
| 2021 | YUNA             | Лучшая песня к фильму | Победа    | [ 37 ] [ 38 ] |
| 2021 | YUNA             | Лучший дуэт           | Победа    | [ 37 ] [ 38 ] |